# Natale con te
Natale con te (Christmas with You) è un film del 2022 diretto da Gabriela Tagliavini.

## Trama
Angelina Costa, celebrità del pop, scappa per esaudire il desiderio di una sua giovane fan in una piccola cittadina vicino a New York. Qui conosce il padre della ragazza, Miguel, insegnante di musica. A causa della neve dovrà fermarsi. Questa è l'occasione per lei per dare una svolta alla sua carriera e trovare il vero amore.

## Distribuzione
Il film è stato distribuito sulla piattaforma Netflix a partire dal 17 novembre 2022.